# Ricky Bruch
Pour les articles homonymes, voir Bruch.
Björn Richard « Ricky » Bruch  (né le 2 juillet 1946 à Örgryte et mort le 30 mai 2011 à Ystad) est un athlète suédois, spécialiste du lancer du disque.

## Carrière
Médaillé d'argent des Championnats d'Europe de 1969, derrière l'Est-allemand Hartmut Losch, Ricky Brush établit un nouveau record d'Europe du lancer du disque le 21 septembre 1969 à Malmö avec 68,06 m, améliorant de 41 centimètres l'ancienne marque continentale détenu par le Tchécoslovaque Ludvík Daněk.
En 1972, le Suédois égale le record du monde de l'Américain Jay Silvester en établissant la marque de 68,40 m à Stockholm. Il participe aux Jeux olympiques d'été de 1972, à Munich et se classe troisième de la finale avec un jet à 63,40 m, derrière Ludvík Danek et Jay Silvester.
Il établit la meilleure performance de sa carrière en 1984 à trente-huit ans en atteignant la marque de 71,26 m à Malmö.
Ricky Bruch a également joué dans le film  Western spaghetti aux côtés de Giuliano Gemma, Même les anges tirent à droite et apparaît dans des rôles mineurs comme dans la version cinématographique de Ronya, fille du brigand .
Il décède le 30 mai 2011 des suites d'un cancer.

### Palmarès
| Date | Compétition                    | Lieu    | Résultat | Marque  |
| ---- | ------------------------------ | ------- | -------- | ------- |
| 1968 | Jeux olympiques                | Mexico  | 8e       | 59,28 m |
| 1969 | Championnats d'Europe          | Athènes | 2e       | 61,08 m |
| 1971 | Championnats d'Europe en salle | Sofia   | 3e       | Poids   |
| 1972 | Jeux olympiques                | Munich  | 3e       | 63,40 m |
| 1974 | Championnats d'Europe          | Rome    | 3e       | 62,00 m |

### Records
| Épreuve          | Performance | Lieu  | Date          |
| ---------------- | ----------- | ----- | ------------- |
| Lancer du disque | 71,26 m     | Malmö | novembre 1984 |